# 碳酸钆
碳酸钆是一种无机化合物，化学式为Gd2(CO3)3。

## 化学性质
碳酸钆可溶于酸，放出二氧化碳：
Gd2(CO3)3 + 6 H+ → 2 Gd3+ + 3 H2O + 3 CO2↑
碳酸钆在高温下分解，生成氧化钆：
Gd2(CO3)3 → Gd2O3 + 3 CO2↑